# Robert Cornelius

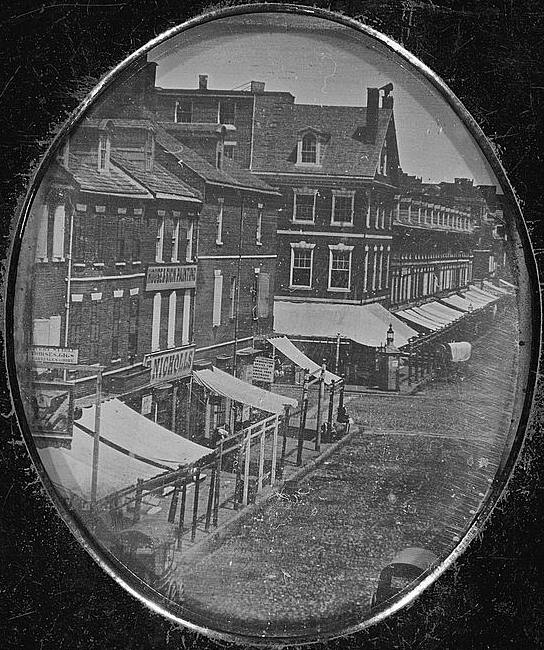
Robert Cornelius: Filadelfie, roh ulic 8th Street a Market Street, 1840

Robert Hinnieser Cornelius (1809 Filadelfie, Pensylvánie, USA – 1893 tamtéž) byl americký průkopník fotografie. Je autorem jednoho z prvních portrétních snímků člověka a zároveň autoportrétu v historii fotografie.

## Život a dílo
Narodil se holandským přistěhovalcům Robertu Hinnieserovi Corneliovi, kteří se usadili ve Philadelfii v roce 1783. Navštěvoval soukromou školu pro mládež, přičemž projevil zvláštní zájem o chemii. V roce 1831 začal pracovat pro svého otce, který vlastnil obchod s plynovými lampami a lustry. Cornelius se specializoval na stříbření a leštění kovů. Stal se dobře známým svou dobře vykonávanou prací, získal si reputaci jako zručný mistr, že jej oslovil Joseph Saxton, aby mu zhotovil stříbrnou desku pro daguerrotypii střední školy ve Philadelphii, Pennsylvania, což měla být vůbec první fotografie zhotovená v USA. Bylo to setkání, které zažehlo v Corneliovi jeho zájem o fotografování.
Díky jeho znalostem chemie a metalurgie, jakož i za pomoci chemika Paula Becka Goddarda se Cornelius pokusil vytvořit vlastní dokonalé daguerreotypie. Zjistil, že dopad par bromu a senzibilizace daguerrotypických postříbřených desek jódem snižuje čas expoziční čas na jednu minutu.
Přibližně v říjnu 1839 Cornelius pořídil autoportrét před rodinným obchodem. Na daguerrotypii je středový čelní portrét muže se zkříženýma rukama a rozcuchanými vlasy. Tento autoportrét Roberta Cornelia je jednou z prvních portrétních fotografií člověka. (Historicky první snímek s člověkem Boulevard du Temple z konce roku 1838 nebo začátku 1839 byl rozmazaný, protože potřeboval desetiminutovou expozici.)
Cornelius si jako první v USA otevřel dva fotografické ateliéry v letech 1841 – 1843, ale popularita fotografie rostla a vlastní studio si otevřela celá řada fotografů, Cornelius buď ztratil zájem, nebo si uvědomil, že mohl vydělávat více peněz v rodinné firmě s plynovými lucernami a lampami.